# 2000 na música

## Eventos
| Data            | Evento |
| --------------- | --- |
| 1 de janeiro    | Em Nova Iorque, Estados Unidos, à meia-noite, Prince comemora o início do último ano antes do novo milênio tocando seu sucesso "1999", declarando ser o grand finale da canção. |
| 1 de janeiro    | O compositor britânico John Tavener é nomeado cavaleiro. |
| 11 de janeiro   | Gary Glitter é solto da prisão, dois meses antes de terminar sua sentença por baixar pornografia infantil da internet. |
| 11 de janeiro   | Sharon Osbourne deixa de ser empresária do Smashing Pumpkins depois de apenas três meses. Ela anuncia que teve que renunciar "por razões médicas: Billy Corgan estava me deixando doente". |
| 11 de janeiro   | Whitney Houston é pega com 15,2 gramas de maconha em sua bolsa em um aeroporto do Havaí, mas embarca em seu voo para São Francisco, EUA, antes da polícia chegar para prendê-la. |
| 14 de janeiro   | Rolling Stone revela que os dois filhos de Melissa Etheridge e sua parceira, Julie Cypher, foram gerados por David Crosby. |
| 18 de janeiro   | Spencer Goodman é executado por injeção letal em Huntsville, Texas, EUA, pelo sequestro e assassinato, em 1991, da esposa do empresário do ZZ Top, Bill Ham. Ham presencia a execução. |
| 21 de janeiro   | Inicia o festival Big Day Out na Austrália e na Nova Zelândia. |
| 6 de fevereiro  | Termina o festival Big Day Out na Austrália e na Nova Zelândia. |
| 9 de fevereiro  | The Million Dollar Hotel, filme coescrito pelo vocalista do U2, Bono, estreia no (Festival Internacional de Cinema de Berlim) |
| 11 de fevereiro | Diana Ross se divorcia de Arne Næss Jr., após 14 anos de casamento. |
| 23 de fevereiro | No Grammy Awards, Santana ganha um recorde de 8 prêmios em uma noite, empatando com Michael Jackson. |
| 24 de fevereiro | A fabricante italiana de motocicletas Aprilia ganha uma ação contra as Spice Girls, devido a um acordo de patrocínio desfeito quando Geri Halliwell deixou o grupo. |
| 13 de março     | Blink-182 antecipa o fim de sua turnê europeia, após o guitarrista/vocalista Tom DeLonge e o baterista Travis Barker sucumbirem a uma faringite estreptocócica. |
| 24 de março     | Após violar sua liberdade condicional, ao ficar bêbado, Ol' Dirty Bastard é obrigado a passar por uma avaliação diagnóstica de 90 dias no California Institute For Men em Chino, Califórnia, EUA. |
| 1 de abril      | Ted Nugent irrita grupos hispânicos no Texas, após comentar durante um show no Cynthia Woods Mitchell Pavilion que quem não fala inglês deveria sair dos EUA. Como resultado, ele é banido do local. |
| 4 de abril      | Mick Jagger participa da inauguração de um centro de artes com o seu nome, na Dartford Grammar School, em Dartford, sudeste da Inglaterra. |
| 6 de abril      | Em Nova Iorque, EUA, ocorre um show tributo a Joni Mitchell. |
| 12 de abril     | Metallica entra com uma ação contra o serviço peer-to-peer Napster, a Universidade de Yale, a Universidade do Sul da Califórnia, e a Universidade de Indiana, por violação de direitos autorais. Yale e Indiana são posteriormente retiradas do processo quando bloqueiam o acesso ao Napster nos computadores de seus campus.                  |
| 1 de maio       | Um processo civil de fraude, de US$ 1,8 milhão, é aberto contra Neil Young, por um ex redator do Village Voice. O processo acusa que Young quebrou um acordo para escrever uma biografia sobre ele ao bloquear a publicação do livro. |
| 3 de maio       | O tenor Carlo Bergonzi, de 75 anos, faz sua última aparição profissional, no Carnegie Hall, Nova Iorque, EUA, em uma apresentação de Otello. |
| 5 de maio       | Rod Stewart é submetido a uma operação de garganta, de uma hora, no Cedars-Sinai Medical Center, em Los Angeles, EUA, para remover um tumor benigno de sua tireoide. |
| 13 de maio      | Em Estocolmo, Suécia, Olsen Brothers, da Dinamarca, vencem o Eurovision Song Contest com a canção "Fly on the Wings of Love". |
| 13 de maio      | Dickey Betts é expulso da The Allman Brothers Band e substituído por Warren Haynes. |
| 16 de maio      | Prince anuncia que mudou seu nome de volta para Prince, agora que seu contrato com a Warner/Chappell expirou. Desde 1993 ele era conhecido apenas como um símbolo impronunciável. |
| 23 de maio      | Eminem lança seu terceiro álbum de estúdio, The Marshall Mathers LP, vendendo mais de 1,76 milhão de cópias na primeira semana, tornando-se o álbum de hip-hop de maior venda em sua semana de estreia. |
| 24 de maio      | 50 Cent leva nove tiros no Queens, Nova Iorque, EUA, mas sobrevive. |
| 25 de maio      | Eddie Van Halen inicia tratamento para prevenção de câncer de língua no Centro de Câncer MD Anderson da Universidade do Texas, em Houston, Texas, EUA. |
| 29 de maio      | Michael Jackson e Mariah Carey são nomeados o cantor e a cantora mais vendidos do milênio no World Music Awards, em Mônaco, França. |
| 8 de junho      | Sinéad O'Connor se assume lésbica em entrevista à revista Curve. |
| 19 de junho     | "Try Again", de Aaliyah, torna-se a primeira canção a ser lançada nas rádios a chegar ao número 1 na Billboard Hot 100, após a nova regra de 1998, que permite que singles lançados em rádios entrem na parada. |
| 20 de junho     | Britney Spears inicia sua primeira turnê mundial, Oops!... I Did It Again World Tour, que se torna a segunda turnê de maior bilheteria de um artista solo em 2000, atrás apenas da turnê de despedida de Tina Turner, Twenty Four Seven. |
| 23 de junho     | O Experience Music Project, agora Museu da Cultura Pop, é inaugurado em Seattle, Washington, EUA. |
| 30 de junho     | Nove pessoas morrem esmagadas durante show do Pearl Jam, no Festival de Roskilde, em Roskilde, Dinamarca. |
| 26 de julho     | Um juiz distrital dos EUA ordena que o Napster interrompa a comercialização de canções protegidas por direitos autorais, basicamente ordenando que ele seja encerrado. A suspensão da liminar é concedida dois dias depois, permitindo que o site continue funcionando.                                                                         |
| 8 de agosto     | Uma coalizão de 28 estados norte-americanos abre um processo contra as grandes gravadoras, acusando-as de manter os preços dos CDs fixados artificialmente altos desde 1995. |
| 10 de agosto    | Ocorre o sexto MTV Video Music Brasil, em São Paulo, Brasil. |
| 11 de agosto    | Madonna dá a luz a Rocco, seu segundo filho, e o primeiro de seu então marido, o diretor de cinema Guy Ritchie. |
| 14 de agosto    | Fora da Convenção Nacional Democrata, em Los Angeles, EUA, Rage Against the Machine faz um show gratuito protestando contra o sistema bipartidário. Em uma cena caótica após a apresentação, a polícia dispersa a multidão à força, e várias prisões são feitas.                                                                                |
| 16 de agosto    | Eminem entra com pedido de divórcio de sua esposa Kim Mathers. |
| 7 de setembro   | Ocorre o MTV Video Music Awards, em Nova Iorque, EUA |
| 7 de setembro   | Tim Commerford, do Rage Against the Machine, é preso por escalar o set do MTV Video Music Awards após sua banda perder o prêmio de "Melhor Vídeo de Rock" para Limp Bizkit. |
| 13 de setembro  | Ocorre o primeiro Grammy Latino, em Los Angeles, Califórnia, EUA. |
| 23 de setembro  | Isaac Stern comemora seu 80º aniversário, e seu 40º aniversário como presidente do Carnegie Hall. |
| 26 de setembro  | Pearl Jam lança vinte e cinco álbuns ao vivo, cada um de um show diferente de sua turnê europeia, como parte inicial da série Pearl Jam Official Bootlegs. |
| 1 de outubro    | Midnight Oil canta seu single "Beds are Burning" no encerramento dos Jogos Olímpicos de Verão, em Sydney, Austrália, vestidos com roupas exibindo a palavra "Desculpe", em referência à recusa do primeiro-ministro australiano, John Howard, em se desculpar com a Geração Roubada.                                                            |
| 2 de outubro    | Radiohead lança seu quarto álbum de estúdio, Kid A, que é recebido com polarização de fãs e críticos devido à mudança de rock alternativo para pós rock com toques eletrônicos. Sua reputação se tornaria mais unanimemente positiva ao longo dos anos, sendo considerado por analistas musicais como um dos maiores álbuns de todos os tempos. |
| 3 de outubro    | Green Day lança seu sexto álbum, Warning, que, apesar das críticas positivas, é uma decepção comercial em comparação com seus trabalhos anteriores. |
| 5 de outubro    | The Beatles lançam uma versão de capa dura de The Beatles Anthology, contendo fotos recentes e entrevistas com os membros da banda, que vai direto para o topo da lista dos mais vendidos do The New York Times. |
| 5 de outubro    | EMI e Warner Music Group retiraram seu pedido à Comissão Europeia de uma proposta de fusão de US$ 20 bilhões, devido a preocupações dos reguladores. A fusão teria concentrado 80% do mercado musical europeu nas mãos de apenas quatro grandes gravadoras.                                                                                     |
| 18 de outubro   | Zack de la Rocha deixa o Rage Against the Machine dizendo que o processo de tomada de decisão da banda falhou completamente. |
| 24 de outubro   | Linkin Park lança seu primeiro álbum Hybrid Theory, que até 2017 vendera 11 milhões de unidades, tornando-se o álbum de rock mais vendido do século XXI. |
| 31 de outubro   | Napster e BMG Music anunciam uma parceria que transforma o site em um serviço baseado em assinatura que oferece downloads legais. |
| 21 de novembro  | Backstreet Boys experimentam vendas em massa após o lançamento de seu 4º/3º álbum, Black & Blue. |
| 2 de dezembro   | Smashing Pumpkins faz seu último show, no Metro Club, em Chicago, Illinois, EUA. A banda viria a se reunir em 2005. |
| 22 de dezembro  | Madonna se casa com Guy Ritchie, no Castelo Skibo, em Dornoch, Sutherland, Escócia, em uma cerimônia cheia de estrelas. |
| 31 de dezembro  | Chris Robinson, do The Black Crowes, se casa com a atriz Kate Hudson. |

## Lançamentos

### Álbuns de estúdio
| Data            | Título                                            | Artista(s)                                  |
| --------------- | ------------------------------------------------- | ------------------------------------------- |
| 14 de janeiro   | The Screen Behind the Mirror                      | Enigma                                      |
| 25 de janeiro   | Voodoo                                            | D'Angelo                                    |
| 1 de fevereiro  | New Day Dawning                                   | Wynonna Judd                                |
| 2 de fevereiro  | Bloodflowers                                      | The Cure                                    |
| 8 de fevereiro  | The Better Life                                   | 3 Doors Down                                |
| 8 de fevereiro  | Both Sides Now                                    | Joni Mitchell                               |
| 14 de fevereiro | Telling Stories                                   | Tracy Chapman                               |
| 15 de fevereiro | Hear My Cry                                       | Sonique                                     |
| 28 de fevereiro | Standing on the Shoulder of Giants                | Oasis                                       |
| 28 de fevereiro | Aquarius                                          | Aqua                                        |
| 29 de fevereiro | Machina/The Machines of God                       | The Smashing Pumpkins                       |
| 7 de março      | Shades of Purple                                  | M2M                                         |
| 7 de março      | The State                                         | Nickelback                                  |
| 13 de março     | The Platinum Album                                | Vengaboys                                   |
| 14 de março     | Crack a Smile... and More!                        | Poison                                      |
| 15 de maço      | Sol da Liberdade                                  | Daniela Mercury                             |
| 21 de março     | No Strings Attached                               | 'N Sync                                     |
| 21 de março     | Reinventing the Steel                             | Pantera                                     |
| 21 de março     | War & Peace Vol. 2 (The Peace Disc)               | Ice Cube                                    |
| 28 de março     | Real Live Woman                                   | Trisha Yearwood                             |
| 28 de março     | Stage One                                         | Sean Paul                                   |
| 28 de março     | Who Needs Guitars Anyway?                         | Alice Deejay                                |
| 4 de abril      | Can't Take Me Home                                | P!nk                                        |
| 4 de abril      | Ecstasy                                           | Lou Reed                                    |
| 10 de abril     | Veni Vidi Vicious                                 | The Hives                                   |
| 11 de abril     | Return of Saturn                                  | No Doubt                                    |
| 14 de abril     | Minor Earth Major Sky                             | A-ha                                        |
| 25 de abril     | Fear of Flying                                    | Mýa                                         |
| 25 de abril     | The Heat                                          | Toni Braxton                                |
| 25 de abril     | Infest                                            | Papa Roach                                  |
| 25 de abril     | Silver & Gold                                     | Neil Young                                  |
| 25 de abril     | Skull & Bones                                     | Cypress Hill                                |
| 25 de abril     | La Luna                                           | Sarah Brightman                             |
| 26 de abril     | Arrasando                                         | Thalía                                      |
| 8 de maio       | Wishmaster                                        | Nightwish                                   |
| 9 de maio       | I Wanna Be with You                               | Mandy Moore                                 |
| 9 de maio       | The New America                                   | Bad Religion                                |
| 9 de maio       | This Time Around                                  | Hanson                                      |
| 9 de maio       | Alma Caribeña                                     | Gloria Estefan                              |
| 11 de maio      | Memórias, Crônicas e Declarações de Amor          | Marisa Monte                                |
| 15 de maio      | Oops!... I Did It Again                           | Britney Spears                              |
| 16 de maio      | Oops!... I Did It Again                           | Britney Spears                              |
| 16 de maio      | Binaural                                          | Pearl Jam                                   |
| 16 de maio      | Ear-Resistible                                    | The Temptations                             |
| 16 de maio      | NYC Ghosts & Flowers                              | Sonic Youth                                 |
| 23 de maio      | Mad Season                                        | Matchbox Twenty                             |
| 23 de maio      | The Marshall Mathers LP                           | Eminem                                      |
| 23 de maio      | Masterpiece Theatre                               | En Vogue                                    |
| 29 de maio      | Brave New World                                   | Iron Maiden                                 |
| 1 de junho      | Broken Bracelet                                   | Michelle Branch                             |
| 1 de junho      | Maquinarama                                       | Skank                                       |
| 1 de junho      | Fale Comigo                                       | Rastapé                                     |
| 6 de junho      | Brutal Planet                                     | Alice Cooper                                |
| 6 de junho      | Rated R                                           | Queens of the Stone Age                     |
| 6 de junho      | Me and the Drummer                                | Willie Nelson e The Offenders               |
| 12 de junho     | 7                                                 | S Club 7                                    |
| 13 de junho     | Crush                                             | Bon Jovi                                    |
| 13 de junho     | Riding with the King                              | B.B. King e Eric Clapton                    |
| 16 de junho     | Not That Kind                                     | Anastacia                                   |
| 19 de junho     | Pop Trash                                         | Duran Duran                                 |
| 20 de junho     | Anarchy                                           | Busta Rhymes                                |
| 20 de junho     | De Stijl                                          | The White Stripes                           |
| 27 de junho     | Country Grammar                                   | Nelly                                       |
| 27 de junho     | The Notorious K.I.M.                              | Lil' Kim                                    |
| 5 de julho      | Meu Reino Encantado                               | Daniel                                      |
| 7 de julho      | Oxigênio                                          | Jota Quest                                  |
| 10 de julho     | Parachutes                                        | Coldplay                                    |
| 11 de julho     | New Tattoo                                        | Mötley Crüe                                 |
| 17 de julho     | In Blue                                           | The Corrs                                   |
| 31 de julho     | Ronan                                             | Ronan Keating                               |
| 31 de julho     | Karametade                                        | Karametade                                  |
| 1 de agosto     | Rancid                                            | Rancid                                      |
| 7 de agosto     | Fragments of Freedom                              | Morcheeba                                   |
| 8 de agosto     | Art Official Intelligence: Mosaic Thump           | De La Soul                                  |
| 8 de agosto     | Hot Shot                                          | Shaggy                                      |
| 8 de agosto     | Moment of Glory                                   | Scorpions e Orquestra Filarmônica de Berlim |
| 11 de agosto    | Para Quando o Arco-Íris Encontrar o Pote de Ouro  | Nando Reis                                  |
| 14 de agosto    | Born to Do It                                     | Craig David                                 |
| 21 de agosto    | Liverpool Sound Collage                           | Paul McCartney                              |
| 22 de agosto    | The Ecleftic: 2 Sides II a Book                   | Wyclef Jean                                 |
| 28 de agosto    | Sing When You're Winning                          | Robbie Williams                             |
| 5 de setembro   | Machina II/The Friends & Enemies of Modern Music  | The Smashing Pumpkins                       |
| 12 de setembro  | G.O.A.T.                                          | LL Cool J                                   |
| 12 de setembro  | Mi Reflejo                                        | Christina Aguilera                          |
| 12 de setembro  | Nathan Michael Shawn Wanya                        | Boyz II Men                                 |
| 18 de setembro  | Music                                             | Madonna                                     |
| 19 de setembro  | Milk Cow Blues                                    | Willie Nelson                               |
| 22 de setembro  | Light Years                                       | Kylie Minogue                               |
| 26 de setembro  | Aaron’s Party (Come Get It)                       | Aaron Carter                                |
| 26 de setembro  | Bridging the Gap                                  | Black Eyed Peas                             |
| 26 de setembro  | Good Charlotte                                    | Good Charlotte                              |
| 26 de setembro  | Revelation                                        | 98°                                         |
| 2 de outubro    | Kid A                                             | Radiohead                                   |
| 3 de outubro    | Warning                                           | Green Day                                   |
| 3 de outubro    | You're the One                                    | Paul Simon                                  |
| 9 de outubro    | Black Market Music                                | Placebo                                     |
| 10 de outubro   | Bette                                             | Bette Midler                                |
| 10 de outubro   | Breach                                            | The Wallflowers                             |
| 10 de outubro   | Rule 3:36                                         | Ja Rule                                     |
| 16 de outubro   | Saints & Sinners                                  | All Saints                                  |
| 16 de outubro   | Renaissance                                       | Lionel Richie                               |
| 17 de outubro   | American III: Solitary Man                        | Johnny Cash                                 |
| 17 de outubro   | Back for the First Time                           | Ludacris                                    |
| 17 de outubro   | Chocolate Starfish and the Hot Dog Flavored Water | Limp Bizkit                                 |
| 17 de outubro   | Dream a Dream                                     | Charlotte Church                            |
| 17 de outubro   | Southern Rain                                     | Billy Ray Cyrus                             |
| 17 de outubro   | Fíjate Bien                                       | Juanes                                      |
| 23 de outubro   | Right Now                                         | Atomic Kitten                               |
| 23 de outubro   | Loveboat                                          | Erasure                                     |
| 24 de outubro   | Days in Avalon                                    | Richard Marx                                |
| 24 de outubro   | Hybrid Theory                                     | Linkin Park                                 |
| 24 de outubro   | My Kind of Christmas                              | Christina Aguilera                          |
| 24 de outubro   | Whoa, Nelly!                                      | Nelly Furtado                               |
| 30 de outubro   | All That You Can't Leave Behind                   | U2                                          |
| 30 de outubro   | Buzz                                              | Steps                                       |
| 30 de outubro   | Stilelibero                                       | Eros Ramazzotti                             |
| 31 de outubro   | The Dynasty: Roc La Familia                       | Jay-Z                                       |
| 31 de outubro   | Stankonia                                         | Outkast                                     |
| 4 de novembro   | Origin                                            | Evanescence                                 |
| 6 de novembro   | Coast to Coast                                    | Westlife                                    |
| 6 de novembro   | Halfway Between the Gutter and the Stars          | Fatboy Slim                                 |
| 6 de novembro   | Planet Pop                                        | A Touch of Class                            |
| 6 de novembro   | Forever                                           | Spice Girls                                 |
| 7 de novembro   | TP-2.com                                          | R. Kelly                                    |
| 8 de novembro   | Not.com.mercial                                   | Cher                                        |
| 11 de novembro  | Holy Wood (In the Shadow of the Valley of Death)  | Marilyn Manson                              |
| 13 de novembro  | Lovers Rock                                       | Sade                                        |
| 14 de novembro  | Conspiracy of One                                 | The Offspring                               |
| 14 de novembro  | Sound Loaded                                      | Ricky Martin                                |
| 15 de novembro  | Entidade Urbana                                   | Fernanda Abreu                              |
| 20 de novembro  | A Day Without Rain                                | Enya                                        |
| 21 de novembro  | The Rose That Grew from Concrete                  | 2Pac                                        |
| 21 de novembro  | Black & Blue                                      | Backstreet Boys                             |
| 21 de novembro  | Mama's Gun                                        | Erykah Badu                                 |
| 21 de novembro  | The W                                             | Wu-Tang Clan                                |
| 27 de novembro  | One Touch                                         | Sugababes                                   |
| 5 de dezembro   | Renegades                                         | Rage Against the Machine                    |
| 18 de dezembro  | Amor sem Limite                                   | Roberto Carlos                              |
| 19 de dezembro  | Tha Last Meal                                     | Snoop Dogg                                  |
| 19 de dezembro  | Lights Out                                        | Lil Wayne                                   |

### Álbuns de compilação
| Data           | Título                                                          | Artista(s)      |
| -------------- | --------------------------------------------------------------- | --------------- |
| 1 de fevereiro | Greatest Hits Volume Three: Best of the Brother Years 1970–1986 | The Beach Boys  |
| 21 de março    | The Best of Led Zeppelin: Latter Days                           | Led Zeppelin    |
| 18 de abril    | Greatest Hits                                                   | Ace of Base     |
| 9 de maio      | The Ballad Collection                                           | Boyz II Men     |
| 16 de maio     | Whitney: The Greatest Hits                                      | Whitney Houston |
| 30 de maio     | The History of Rock                                             | Kid Rock        |
| 27 de junho    | Anthology                                                       | Chuck Berry     |
| 18 de julho    | MobySongs 1993–1998                                             | Moby            |
| 2 de outubro   | The Best of Richard Marx                                        | Richard Marx    |
| 23 de outubro  | The Collector's Series, Volume One                              | Céline Dion     |
| 24 de outubro  | Capitol Punishment: The Megadeth Years                          | Megadeth        |
| 24 de outubro  | Greatest Hits                                                   | Lenny Kravitz   |
| 24 de outubro  | Play: The B Sides                                               | Moby            |
| 30 de outubro  | Blur: The Best of                                               | Blur            |
| 31 de outubro  | The Essential Bob Dylan                                         | Bob Dylan       |
| 7 de novembro  | Hits+                                                           | Kylie Minogue   |
| 13 de novembro | 1                                                               | The Beatles     |
| 21 de novembro | Greatest Hits                                                   | Tim McGraw      |
| 5 de dezembro  | The Best of The Doors                                           | The Doors       |

### Álbuns ao vivo
| Data            | Título                                                   | Artista(s)                    |
| --------------- | -------------------------------------------------------- | ----------------------------- |
| 29 de fevereiro | Live at the Greek                                        | Jimmy Page e The Black Crowes |
| 29 de fevereiro | MTV Unplugged                                            | Shakira                       |
| 23 de março     | Is There Anybody Out There? The Wall Live 1980-81        | Pink Floyd                    |
| 19 de abril     | Ao Vivo                                                  | Zezé Di Camargo & Luciano     |
| 8 de julho      | The Real Thing                                           | Midnight Oil                  |
| 28 de agosto    | For the Fans                                             | Backstreet Boys               |
| 19 de setembro  | Timeless: Live in Concert                                | Barbra Streisand              |
| 25 de setembro  | House of Yes: Live from House of Blues                   | Yes                           |
| 3 de outubro    | Vivo                                                     | Luis Miguel                   |
| 7 de novembro   | The Mark, Tom, and Travis Show (The Enema Strikes Back!) | Blink-182                     |
| 13 de novembro  | Familiar to Millions                                     | Oasis                         |
| 13 de novembro  | Elton John One Night Only – The Greatest Hits            | Elton John                    |
| 19 de novembro  | Quatro Estações: O Show                                  | Sandy & Junior                |
| 25 de novembro  | Irmãos Coragem - 30 Anos - Ao Vivo                       | Chitãozinho & Xororó          |
| 5 de dezembro   | In the Flesh: Live                                       | Roger Waters                  |
| 5 de dezembro   | Live                                                     | Alice in Chains               |
| 12 de dezembro  | Live at the Fillmore                                     | Cypress Hill                  |

### Álbuns de vídeo
| Data           | Título                                                          | Artista(s)                                   |
| -------------- | --------------------------------------------------------------- | -------------------------------------------- |
| 8 de fevereiro | In Concert with The London Symphony Orchestra                   | Deep Purple e Orquestra Sinfônica de Londres |
| 20 de junho    | Peacetour                                                       | Eurythmics                                   |
| 20 de junho    | Sacred Arias: The Home Video                                    | Andrea Bocelli                               |
| 28 de agosto   | For the Fans                                                    | Backstreet Boys                              |
| 19 de setembro | E                                                               | Eminem                                       |
| 5 de outubro   | Xuxa só para Baixinhos                                          | Xuxa                                         |
| 10 de outubro  | Aaron's Party: The Videos                                       | Aaron Carter                                 |
| 10 de outubro  | Beastie Boys Video Anthology                                    | Beastie Boys                                 |
| 23 de outubro  | The Solo Collection                                             | Freddie Mercury                              |
| 29 de outubro  | The Corrs: Live at Lansdowne Road                               | The Corrs                                    |
| 7 de novembro  | Jennifer Lopez: Feelin' So Good                                 | Jennifer Lopez                               |
| 13 de novembro | One Night Only: The Greatest Hits Live at Madison Square Garden | Elton John                                   |
| 13 de novembro | Familiar to Millions                                            | Oasis                                        |
| 14 de novembro | The Videos                                                      | Brandy                                       |
| 21 de novembro | Britney Spears: Live and More!                                  | Britney Spears                               |
| 5 de dezembro  | Road Rock Vol. 1: Friends & Relatives                           | Neil Young                                   |
| 20 de dezembro | Aqua: The Video Collection                                      | Aqua                                         |

### Trilhas sonoras
| Data            | Título                                                                        | Artista(s)                 |
| --------------- | ----------------------------------------------------------------------------- | -------------------------- |
| 4 de janeiro    | Any Given Sunday: Music from the Motion Picture                               | Vários artistas            |
| 15 de fevereiro | Wonder Boys: Music from the Motion Picture                                    | Vários artistas            |
| 21 de fevereiro | The Next Best Thing: Music from the Motion Picture                            | Madonna                    |
| 23 de fevereiro | Original Motion Picture Score for The Virgin Suicides                         | Air                        |
| 14 de março     | The Road to El Dorado                                                         | Elton John                 |
| 28 de março     | Romeo Must Die: The Album                                                     | Vários artistas            |
| 18 de abril     | Heavy Metal 2000: Original Motion Picture Soundtrack                          | Vários artistas            |
| 25 de abril     | Gladiator: Music From the Motion Picture                                      | Hans Zimmer e Lisa Gerrard |
| 9 de maio       | Music from and Inspired by Mission: Impossible 2                              | Vários artistas            |
| 12 de junho     | OVO                                                                           | Peter Gabriel              |
| 18 de julho     | Pokémon 2000: The Power Of One: Music from and Inspired by the Motion Picture | Vários artistas            |
| 18 de setembro  | Selmasongs: Music from the Motion Picture Soundtrack 'Dancer in the Dark'     | Björk                      |
| 17 de outubro   | Music from and Inspired by The Little Vampire                                 | Vários artistas            |
| 7 de novembro   | Rugrats in Paris: The Movie: Music from the Motion Picture                    | Vários artistas            |
| 5 de dezembro   | O Brother, Where Art Thou?: Music from the Motion Picture                     | Vários artistas            |

### EPs
| Data           | Título                        | Artista(s) |
| -------------- | ----------------------------- | ---------- |
| 27 de junho    | Half Hour of Power            | Sum 41     |
| 22 de agosto   | When Incubus Attacks Volume 1 | Incubus    |
| 27 de novembro | Tomorrow Comes Today          | Gorillaz   |

### Box sets
| Data           | Título                       | Artista(s)                  |
| -------------- | ---------------------------- | --------------------------- |
| 29 de agosto   | The Supremes                 | The Supremes                |
| 12 de setembro | The Jimi Hendrix Experience  | The Jimi Hendrix Experience |
| 18 de setembro | The Ultimate Collection      | Madonna                     |
| 23 de outubro  | The Solo Collection          | Freddie Mercury             |
| 6 de novembro  | Genesis Archive 2: 1976–1992 | Genesis                     |
| 7 de novembro  | El Cancionero Mas y Mas      | Los Lobos                   |
| 19 de novembro | The Best of Led Zeppelin     | Led Zeppelin                |

### Singles
| Data            | Título                                              | Artista(s)                                   |
| --------------- | --------------------------------------------------- | -------------------------------------------- |
| 11 de janeiro   | "Things That U Do"                                  | Jay-Z com part. de Mariah Carey              |
| 11 de janeiro   | "I Don't Wanna"                                     | Aaliyah                                      |
| 17 de janeiro   | "Bye Bye Bye"                                       | 'N Sync                                      |
| 18 de janeiro   | "Kryptonite"                                        | 3 Doors Down                                 |
| 29 de janeiro   | "Forgot About Dre"                                  | Dr. Dre com part. de Eminem                  |
| 31 de janeiro   | "What If"                                           | Creed                                        |
| 7 de fevereiro  | "Don't Think of Me"                                 | Dido                                         |
| 8 de fevereiro  | "Private Emotion"                                   | Ricky Martin com part. de Meja               |
| 14 de fevereiro | "Pure Shores"                                       | All Saints                                   |
| 21 de fevereiro | "Where You Are"                                     | Jessica Simpson com part. de Nick Lachey     |
| 23 de fevereiro | "I Think I'm in Love with You"                      | Jessica Simpson com part. de Nick Lachey     |
| 28 de fevereiro | "American Pie"                                      | Madonna                                      |
| 29 de fevereiro | "Be with You"                                       | Enrique Iglesias                             |
| 29 de fevereiro | "He Wasn't Man Enough"                              | Toni Braxton                                 |
| 5 de março      | "Shiver"                                            | Coldplay                                     |
| 7 de março      | "Last Resort"                                       | Papa Roach                                   |
| 13 de março     | "Still"                                             | Macy Gray                                    |
| 14 de março     | "Adam's Song"                                       | Blink-182                                    |
| 15 de março     | "Could I Have This Kiss Forever"                    | Whitney Houston e Enrique Iglesias           |
| 20 de março     | "I Need You"                                        | LeAnn Rimes                                  |
| 20 de março     | "Never Be the Same Again"                           | Melanie C com part. de Lisa "Left Eye" Lopes |
| 21 de março     | "Try Again"                                         | Aaliyah                                      |
| 27 de março     | "Fool Again"                                        | Westlife                                     |
| 27 de março     | "Entre el Mar y una Estrella"                       | Thalía                                       |
| 28 de março     | "I Turn to You"                                     | Christina Aguilera                           |
| 3 de abril      | "I Wanna Be with You"                               | Mandy Moore                                  |
| 11 de abril     | "Oops!... I Did It Again"                           | Britney Spears                               |
| 17 de abril     | "Crybaby" / "Can't Take That Away (Mariah's Theme)" | Mariah Carey                                 |
| 18 de abril     | "The Real Slim Shady"                               | Eminem                                       |
| 18 de abril     | "With Arms Wide Open"                               | Creed                                        |
| 1 de maio       | "The One"                                           | Backstreet Boys                              |
| 5 de maio       | "Regresa a Mí"                                      | Thalía                                       |
| 8 de maio       | "It's My Life"                                      | Bon Jovi                                     |
| 22 de maio      | "Around the World (La La La La La)"                 | A Touch of Class                             |
| 29 de maio      | "Against All Odds (Take a Look at Me Now)"          | Mariah Carey                                 |
| 2 de junho      | "I Disappear"                                       | Metallica                                    |
| 6 de junho      | "Come Back in One Piece"                            | Aaliyah com part. de DMX                     |
| 12 de junho     | "It's Gonna Be Me"                                  | 'N Sync                                      |
| 13 de junho     | "Californication"                                   | Red Hot Chili Peppers                        |
| 16 de junho     | "Yellow"                                            | Coldplay                                     |
| 19 de junho     | "Spinning Around"                                   | Kylie Minogue                                |
| 19 de junho     | "Lady (Hear Me Tonight)"                            | Modjo                                        |
| 20 de junho     | "Just Be a Man About It"                            | Toni Braxton                                 |
| 26 de junho     | "Loser"                                             | 3 Doors Down                                 |
| 10 de julho     | "Life Is a Rollercoaster"                           | Ronan Keating                                |
| 11 de julho     | "Come On Over Baby (All I Want Is You)"             | Christina Aguilera                           |
| 14 de julho     | "Jumpin', Jumpin'"                                  | Destiny's Child                              |
| 21 de julho     | "Say It Isn't So"                                   | Bon Jovi                                     |
| 24 de julho     | "Why Didn't You Call Me"                            | Macy Gray                                    |
| 24 de julho     | "Summer Jam"                                        | The Underdog Project                         |
| 25 de julho     | "Lucky"                                             | Britney Spears                               |
| 26 de julho     | "Who Let the Dogs Out"                              | Baha Men                                     |
| 31 de julho     | "Rock DJ"                                           | Robbie Williams                              |
| 1 de agosto     | "Aaron's Party (Come Get It)"                       | Aaron Carter                                 |
| 7 de agosto     | "I Turn to You"                                     | Melanie C                                    |
| 8 de agosto     | "BEP Empire/Get Original"                           | Black Eyed Peas                              |
| 14 de agosto    | "Groovejet (If This Ain't Love)"                    | Spiller com part. de Sophie Ellis-Bextor     |
| 18 de agosto    | "Arrasando                                          | Thalía                                       |
| 21 de agosto    | "Music"                                             | Madonna                                      |
| 21 de agosto    | "Tra Te e il Mare"                                  | Laura Pausini                                |
| 22 de agosto    | "Can't Fight the Moonlight"                         | LeAnn Rimes                                  |
| 22 de agosto    | "Minority"                                          | Green Day                                    |
| 29 de agosto    | "Weekends"                                          | Black Eyed Peas                              |
| 29 de agosto    | "Sad Eyes"                                          | Enrique Iglesias                             |
| 29 de agosto    | "Independent Women Part I"                          | Destiny's Child                              |
| 29 de agosto    | "One Step Closer"                                   | Linkin Park                                  |
| 2 de setembro   | "Man Overboard"                                     | Blink-182                                    |
| 2 de setembro   | "My Heart Beats Like a Drum (Dum Dum Dum)"          | A Touch of Class                             |
| 5 de setembro   | "Rollin'"                                           | Limp Bizkit                                  |
| 11 de setembro  | "On a Night Like This"                              | Kylie Minogue                                |
| 15 de setembro  | "Against All Odds"                                  | Mariah Carey com part. de Westlife           |
| 18 de setembro  | "Thank You"                                         | Dido                                         |
| 19 de setembro  | "This I Promise You"                                | 'N Sync                                      |
| 22 de setembro  | "Again"                                             | Lenny Kravitz                                |
| 22 de setembro  | "She Bangs"                                         | Ricky Martin                                 |
| 25 de setembro  | "Spanish Guitar"                                    | Toni Braxton                                 |
| 2 de outubro    | "Shape of My Heart"                                 | Backstreet Boys                              |
| 2 de outubro    | "Black Coffee"                                      | All Saints                                   |
| 3 de outubro    | "The Way I Am"                                      | Eminem                                       |
| 8 de outubro    | "La Passion"                                        | Gigi D'Agostino                              |
| 9 de outubro    | "Beautiful Day"                                     | U2                                           |
| 9 de outubro    | "Kids"                                              | Robbie Williams e Kylie Minogue              |
| 10 de outubro   | "Original Prankster"                                | The Offspring com part. de Redman            |
| 23 de outubro   | "Trouble"                                           | Coldplay                                     |
| 30 de outubro   | "My Love"                                           | Westlife                                     |
| 31 de outubro   | "Stronger"                                          | Britney Spears                               |
| 6 de novembro   | "Thank You for Loving Me"                           | Bon Jovi                                     |
| 6 de novembro   | "Only Time"                                         | Enya                                         |
| 6 de novembro   | "Tonight"                                           | The Underdog Project                         |
| 7 de novembro   | "It Wasn't Me"                                      | Shaggy com part. de RikRok                   |
| 13 de novembro  | "One More Time"                                     | Daft Punk                                    |
| 14 de novembro  | "Don't Tell Me"                                     | Madonna                                      |
| 20 de novembro  | "Stan"                                              | Eminem com part. de Dido                     |
| 20 de novembro  | "The Way You Make Me Feel"                          | Ronan Keating                                |
| 27 de novembro  | "If That Were Me"                                   | Melanie C                                    |
| 11 de dezembro  | "Road Trippin'"                                     | Red Hot Chili Peppers                        |
| 11 de dezembro  | "Supreme"                                           | Robbie Williams                              |
| 11 de dezembro  | "Please Stay"                                       | Kylie Minogue                                |
| 11 de dezembro  | "Warning"                                           | Green Day                                    |
| 18 de dezembro  | "What Makes a Man"                                  | Westlife                                     |
| 23 de dezembro  | "Want You Bad"                                      | The Offspring                                |

## Paradas musicais

### Álbuns mais bem sucedidos
| #  | Título                                            | Artista(s)      |
| -- | ------------------------------------------------- | --------------- |
| 01 | 1                                                 | The Beatles     |
| 02 | The Marshall Mathers LP                           | Eminem          |
| 03 | All That You Can't Leave Behind                   | U2              |
| 04 | Oops!... I Did It Again                           | Britney Spears  |
| 05 | Music                                             | Madonna         |
| 06 | Kid A                                             | Radiohead       |
| 07 | Chocolate Starfish and the Hot Dog Flavored Water | Limp Bizkit     |
| 08 | Black & Blue                                      | Backstreet Boys |
| 09 | No Strings Attached                               | 'N Sync         |
| 10 | Parachutes                                        | Coldplay        |

### Singlesmais bem sucedidos
| #  | Título                    | Artista(s)               |
| -- | ------------------------- | ------------------------ |
| 01 | "Music"                   | Madonna                  |
| 02 | "Beautiful Day"           | U2                       |
| 03 | "Stan"                    | Eminem com part. de Dido |
| 04 | "Oops!... I Did It Again" | Britney Spears           |
| 05 | "Bye Bye Bye"             | 'N Sync                  |
| 06 | "Maria Maria"             | Santana                  |
| 07 | "American Pie"            | Madonna                  |
| 08 | "The Real Slim Shady"     | Eminem                   |
| 09 | "It's My Life"            | Bon Jovi                 |
| 10 | "Shape of My Heart"       | Backstreet Boys          |

## Premiações
| Data            | Cerimônia                        | Local                       |
| --------------- | -------------------------------- | --------------------------- |
| 9 de janeiro    | People's Choice Awards           | Pasadena, Estados Unidos    |
| 17 de janeiro   | American Music Awards            | Los Angeles, Estados Unidos |
| 27 de janeiro   | NRJ Music Awards                 | Cannes, França              |
| 23 de fevereiro | Grammy Awards                    | Los Angeles, Estados Unidos |
| 3 de maço       | Brit Awards                      | Londres, Inglaterra         |
| 4 de março      | Soul Train Music Awards          | Los Angeles, Estados Unidos |
| 11-12 de março  | Juno Awards                      | Toronto, Canadá             |
| 13 de maio      | Eurovision Song Contest          | Estocolmo, Suécia           |
| 10 de agosto    | VMB 2000                         | São Paulo, Brasil           |
| 4 de outubro    | Country Music Association Awards | Nashville, Estados Unidos   |
| 16 de novembro  | MTV Europe Music Awards          | Estocolmo, Suécia           |
| 25 de novembro  | ARIA Music Awards                | Sydney, Austrália           |
| 5 de dezembro   | Billboard Music Awards           | Las Vegas, Estados Unidos   |
| 31 de dezembro  | Japan Record Awards              | Tóquio, Japão               |

## Eventos
- 2000 foi o ano com o maior pico de vendas de CDs nos Estados Unidos, com vendas caindo ano após ano desde então
- 1 de janeiro - Em Nova York, à meia-noite, Prince comemora o início do último ano antes do novo milênio tocando sua canção "1999".
- 11 de janeiro - Whitney Houston é pega com 15,2 gramas de maconha em sua bolsa em um aeroporto do Havaí. Ela embarca em seu voo para São Francisco antes que a polícia chegue para prendê-la.
- 23 de fevereiro - No Grammy Awards de 2000, Santana bate recorde de 8 prêmios em uma noite, empatando com Michael Jackson que obteve 8 grammys em 1984.
- 6 de março - Foxy Brown é ferida em um acidente de carro no Brooklyn, no qual seu carro bateu em uma cerca. A polícia descobre que Brown estava dirigindo com a carteira de motorista suspensa e ordena que ela compareça ao tribunal em abril. A licença de Brown foi suspensa por não comparecer ao tribunal por violação de estacionamento.
- 13 de março - Blink-182 termina sua turnê europeia logo após o guitarrista Tom DeLonge e o baterista Travis Barker sucumbirem a uma infecção na garganta .
- 15 de março - Daniela Mercury lança o álbum Sol da Liberdade. A Billboard deu uma crítica positiva ao álbum, dizendo que era "um pedaço de alegre exuberância elevado por arranjos impecáveis e complexos; camadas de percussão são empilhadas em cima de coros sincopados, refrões, acordeão, e até mesmo guitarra elétrica para um impactante, implacável efeito".
- 4 de abril - P!nk estreia com seu primeiro álbum de estúdio, Can't Take Me Home.
- 4 de abril - Mick Jagger comparece à inauguração de um centro de artes em sua homenagem na Dartford Grammar School no sudeste da Inglaterra.
- 6 de abril - Cyndi Lauper, Shawn Colvin , James Taylor , Richard Thompson , Elton John , Cassandra Wilson , Wynonna Judd , k. d. lang, Bryan Adams e Mary Chapin Carpenter se apresentam em Nova York como parte de uma homenagem a Joni Mitchell.
- 12 de abril - A banda Metallica abre uma ação contra o serviço Napster , bem como a Yale University , a University of Southern California e a Indiana University por violação de direitos autorais.
- 12 de maio - Britney Spears lança seu segundo álbum de estúdio Oops!...I Did It Again, se tornando um dos mais vendidos da década de 2000.
- 13 de maio - É gravado, em Curitiba, O Álbum Mtv Ao Vivo da banda Raimundos. É o último trabalho do vocalista Rodolfo Abrantes á frente do grupo de Rock brasiliense.
- 13 de maio - O Festival Eurovisão da Canção 2000 foi realizado na Estocolmo's Globe Arena, e vencido pelos dinamarqueses Olsen Brothers com a canção Fly on the Wings of Love.
- 24 de maio - 50 Cent é baleado 9 vezes, 5 dias antes de gravar o videoclipe da música "Thug Love".
- 29 de maio - Michael Jackson e Mariah Carey são eleitos o artista masculino e feminino mais vendido do milênio no World Music Awards em Mônaco.
- 17 de junho - "Try Again" da Aaliyah atinge o número um na Billboard Hot 100. Tornou-se a primeira música na história a alcançar o topo da parada dependendo apenas do airplay, seguindo as novas regras das paradas colocadas em 1998, que permitiram que os singles de airplay estivessem nas paradas pela primeira vez.
- 20 de junho - Deftones lança o álbum White Pony. A banda ganhou um Grammy em 2001 pela Melhor Actuação de Metal com a canção "Elite". White Pony foi o maior sucesso comercial da banda até hoje, atingindo a posição 3 na Billboard 200 e 2 na Australian Albums Chart em sua primeira semana. Saíram 3 bem-sucedidos singles do álbum, as músicas "Change (In the House of Flies)", que acabou se tornando um Hit internacional, alcançando a posição 3 na parada Alternative Songs e a posição 15 nas paradas da UK Charts no Reino Unido.
- 23 a 25 de junho - O Experience Music Project, agora Museu da Cultura Pop, é inaugurado em Seattle.
- 30 de junho - Nove pessoas morreram esmagadas durante o set do Pearl Jam no Roskilde Festival, em Roskilde, Dinamarca.
- 10 de julho - a banda Coldplay estreia com seu primeiro álbum de estúdio, Parachutes
- 15 de Julho - Gravação do 3 album do Ministério de Louvor Diante do Trono, intitulado como Águas Purificadoras.
- 26 de julho - Um juiz distrital dos Estados Unidos ordena que o Napster interrompa o comércio de música protegida por direitos autorais entre seus usuários, essencialmente ordenando seu fechamento. Dois dias depois, a liminar é deferida, permitindo que o site continue funcionando por enquanto.
- 10 de agosto - ocorre na cidade de São Paulo a sexta edição do Video Music Brasil 2000, produzido e transmitido ao vivo pela MTV Brasil.[1]
- 11 de agosto - Madonna dá à luz seu segundo filho, Rocco. O diretor de cinema Guy Ritchie é o pai.
- 14 de agosto - Fora da Convenção Nacional Democrática em Los Angeles, Rage Against the Machine executa um concerto grátis protestando contra o sistema bipartidário. Em uma cena caótica após a apresentação, a polícia dispersa a multidão à força e várias prisões são feitas.
- 16 de agosto - Eminem arquiva divórcio da esposa Kim Mathers.
- 25 de agosto - A cantora sul-coreana BoA estreia com seu primeiro álbum de estúdio, ID; Peace B.
- 13 de setembro - A primeira edição do Grammy Latino é realizada.
- 26 de setembro - Pearl Jam lança vinte e cinco álbuns ao vivo, cada um tirado de um show diferente em sua turnê europeia, como a parte inicial da série oficial de bootlegs do Pearl Jam.
- 27 de setembro - Ayumi Hamasaki lança o álbum Duty. O álbum foi lançado no mesmo dia que seu single "Surreal" e o DVD Concert Tour 2000 Vol.1, ambos alcançando o 1º na Oricon tornando-se a primeira artista a alcançar esse feito nas três paradas (álbum, single, e DVD) na mesma semana. Duty apresenta uma sonoridada muito diferente da dance-pop apresentada no seu álbum lançado anteriormente 'Loveppears', com estilo mais influênciado pelo rock e músicas com letras e sonoridade mais obscura.
- 1 de outubro - Midnight Oil apresenta sua canção "Beds Are Burning" no encerramento dos Jogos Olímpicos de Verão de 2000, vestidos com roupas que exibem claramente a palavra "Desculpe" em referência à recusa do Primeiro Ministro australiano John Howard em se desculpar com a "Gerações roubadas".
- 5 de outubro - The Beatles lançam uma versão de livro de capa dura de The Beatles Anthology, contendo fotos recém-publicadas e entrevistas com membros da banda. O livro foi direto para o topo da lista dos mais vendidos do New York Times.
- 5 de outubro - EMI e Warner Music Group retiraram seu pedido à Comissão Europeia de uma fusão proposta de US $ 20 bilhões devido a preocupações dos reguladores. A fusão teria concentrado 80% do negócio musical europeu nas mãos de apenas quatro grandes gravadoras.
- 24 de outubro- Linkin Park lança seu primeiro álbum de estúdio, intitulado Hybrid Theory.
- 24 de outubro - Nelly Furtado estreia com seu primeiro álbum de estúdio, Whoa, Nelly!
- 30 de outubro- A banda irlandesa U2 lança seu décimo álbum de estúdio All That You Can't Leave Behind, que vendeu mais de 12 milhões de cópias com o single Beautiful Day (Vencedora da categoria "Song of the Year" no Grammy Awards de 2001).
- 31 de outubro - O Napster e o BMG Music anunciam uma parceria que transformaria o site em um serviço baseado em assinatura que oferece downloads legais.
- 13 de novembro - Daft Punk lança "One More Time" como single (E depois incluída no álbum "Discovery" de 2001). "One More Time" continua o maior hit comercial de Daft Punk até hoje. Este por pouco foi o top nas paradas musicais do Reino Unido em 2000, atigindo a 2ª posição, e foi uma das poucas canções de Daft Punk em paradas musicais nos Estados Unidos, atingindo a 61ª posição na Billboard Hot 100.
- 20 de novembro - para promover o álbum recém lançado Black & Blue, os Backstreet Boys fizeram uma turnê de 100 horas passando pelo Brasil. Várias equipes de rádio e TV acompanharam a banda, inclusive a MTV que depois fez um programa especial com as imagens da viagem.Backstreet Boys pousaram no Aeroporto Internacional do Rio de Janeiro para divulgar o CD e ficarem 11 horas em terra, a passagem da banda levou 15 horas (de muito tumulto e caos) que terminaram num show de 20 minutos improvisado para 50 mil fãs que estavam na frente do hotel para vê-los. Espantados com a recepção das fãs, a banda prometeu voltar em 2001 para fazer o show completo.
- 12 de dezembro - Ivete Sangalo Lança o álbum Beat Beleza. Do álbum foram extraídos quatro singles para divulgação. O primeiro, "Pererê", foi liberado com intuito de ser sua canção de trabalho no Carnaval de 2001. O segundo, "A Lua Q Eu Te Dei", que tornou-se a faixa de maior sucesso do projeto, ganhando grande destaque após ser incluída na trilha sonora da novela Porto dos Milagres, da Rede Globo. Beat Beleza recebeu críticas positivas por parte dos críticos musicais, que louvaram o ato da artista em renovar sua musicalidade.
- 22 de dezembro - Madonna se casa com o diretor de cinema Guy Ritchie, no Skibo Castle em Dornoch, Escócia, com Gwyneth Paltrow , Stella McCartney, Sting, George Clooney, Jon Bon Jovi, Celine Dion, Bryan Adams, Rupert Everett e outros presentes.
- 31 de dezembro - Chris Robinson do The Black Crowes se casa com a atriz Kate Hudson.
- Christina Aguilera passa pelo Brasil em março, para divulgar seu álbum de estreia.
- É extinta a banda estadunidense de punk rock, L7.
- O trio KLB vira fenômeno no Brasil e vende 1 milhão de cópias em seu álbum de estreia.
- A música Pop no Brasil ganha força e é destaque com artistas como Sandy & Junior, Twister e SNZ,

## Álbuns
| Data            | Álbum                                             | Artista                     | Ordem                       | Observações | ref   |
| --------------- | ------------------------------------------------- | --------------------------- | --------------------------- | --- | ----- |
| 4 de Janeiro    | These Words                                       | Angela Aki                  | 1º álbum de estúdio         | |       |
| 25 de janeiro   | Power of the Dollar                               | 50 Cent                     | 1º álbum de estúdio         | A gravação, que iria ocorrer por parte da Columbia Records, em 12 de setembro de 2000 foi cancelada após 50 Cent receber nove tiros. No entanto, a Columbia lançou apenas um EP. |       |
| 25 de janeiro   | Voodoo                                            | D'Angelo                    | 2º álbum de estúdio         | Está na lista 500 Maiores Álbuns de Todos os Tempos da revista Rolling Stone na posição 481, já o The Guardian nomeou Voodoo como um "100 melhores álbuns do século XXI. Vencedor do "Melhor Álbum R&B" no Grammy 2001. |       |
| 31 de janeiro   | XTRMNTR                                           | Primal Scream               | 6º álbum de estúdio         | O álbum começa com uma amostra gloriosamente vingativa de um garoto no comando de "Kill All Hippies" (Matar Todos os Hippies), e isso basicamente declara o tema geral de todo álbum e justifica seu nome. XTRMNTR pode ser tomado como um álbum de protesto - sonoramente, bem como liricamente |       |
| 8 de fevereiro  | Both Sides Now                                    | Joni Mitchell               | 17º álbum de estúdio        | Vencedor de 2 categorias no Grammy Awards 2001 |       |
| 8 de fevereiro  | The Better Life                                   | 3 Doors Down                | 2º álbum de estúdio         | |       |
| 15 de fevereiro | Bloodflowers                                      | The Cure                    | 11º álbum de estúdio        | Em 2001 o álbum foi indicado no Grammy Award como Melhor álbum de música alternativa |       |
| 28 de fevereiro | Stiff Upper Lip                                   | AC/DC                       | 14º álbum de estúdio        | O álbum é certificado de platina nos EUA por vendas superiores a 1.000.000 de cópias. |       |
| 28 de fevereiro | Standing on the Shoulder of Giants                | Oasis                       | 5º álbum de estúdio         | |       |
| 28 de fevereiro | Aquarius                                          | Aqua                        | 2º álbum de estúdio         | |       |
| 29 de fevereiro | Two Against Nature                                | Steely Dan                  | 8º álbum de estúdio         | O álbum teve boa recepção por parte da crítica especializada e ganhou quatro prêmios Grammy em 2001, entre eles o Grammy Award de 'Album of the Year' |       |
| 29 de fevereiro | MTV Unplugged                                     | Shakira                     | 1º álbum de Ao Vivo         | Foi gravado em 12 de agosto de 1999, durante sua performance no MTV Unplugged no Grande Ballroom em Nova York. Foi aclamado pela crítica norte-americana, e lhe rendeu seu primeiro Grammy de (melhor álbum pop latino) O álbum vendeu 5 milhões de cópias no mundo todo. |       |
| 6 de março      | Living in the Present Future                      | Eagle-Eye Cherry            | 2º álbum de estúdio         | |       |
| 7 de março      | The State                                         | Nickelback                  | 2º álbum de estúdio         | |       |
| 15 de Março     | Sol da Liberdade                                  | Daniela Mercury             | 5° álbum de estúdio         | |       |
| 21 de Março     | Acústico MTV - Capital Inicial                    | Capital Inicial             | 2º álbum ao vivo            | Traz duas músicas inéditas, "Tudo Que Vai" e "Natasha". |       |
| 21 de março     | No Strings Attached                               | *NSYNC                      | 2º álbum de estúdio         | |       |
| 21 de março     | War & Peace Vol. 2 (The Peace Disc)               | Ice Cube                    | 8º álbum de estúdio         | É a segunda parte do projeto de duas partes War & Peace, a primeira parte, War & Peace Vol. 1 (The War Disc) de 1998. War & Peace Vol. 2 (The Peace Disc) estreou na 3ª posição da Billboard 200 e na 1ª posição da Billboard Top R&B/Hip-Hop Albums com 188.000 cópias vendidas na primeira semana. |       |
| 23 demarço      | Romeo Must Die: The Album                         | Vários Artistas             | Trilha sonora               | É a trilha sonora do filme de ação Romeu tem que Morrer, dirigido por Andrzej Bartkowiak. Além de estrelar o filme, Aaliyah foi produtora executiva da trilha sonora, que gerou "Try Again", uma das canções mais bem sucedidas do ano. |       |
| 28 de março     | Stage One                                         | Sean Paul                   | 1º álbum de estúdio         | |       |
| 28 de março     | Opposite of H2O                                   | Drag-On                     | 1º álbum de estúdio         | O álbum ficou em #5º na Billboard 200, e em 2º na Top R&B/Hip-Hop Albums. |       |
| 1 de abril      | Return of Saturn                                  | No Doubt                    | 4º álbum de estúdio         | O álbum estreou em 2º lugar na Billboard 200, vendendo 202.000 cópias em sua primeira semana, recebendo certificado de platina em Maio de 2000, e foi indicado ao Grammy de "Melhor Álbum de Rock" em 2001 |       |
| 4 de Abril      | Can't Take Me Home                                | P!nk                        | 1º álbum de estúdio         | Álbum de estreia de P!nk. |       |
| 17 de abril     | Nação Nordestina                                  | Zé Ramalho                  | 14º álbum de estúdio        | É um álbum conceitual que conta a história de um viajante que percorre todo o Nordeste do Brasil. |       |
| 18 de abril     | My Name Is Joe                                    | Joe                         | 3º álbum de estúdio         | |       |
| 18 de Abril     | Figure 8                                          | Elliott Smith               | 5º álbum de estúdio         | O último álbum de estúdio de Smith antes de falecer. Smith descreveu as músicas do álbum como "mais fragmentadas e sonhadoras. |       |
| 25 de Abril     | The Heat                                          | Toni Braxton                | 3º álbum de estúdio         | O álbum estreou na segunda posição da Billboard 200, vendendo 194 mil cópias em sua primeira semana. Em 13 de outubro de 2000, foi certificado com platina dupla pela RIAA, pelas mais de 2 milhões de cópias vendidas nos Estados Unidos. A faixa "He Wasn't Man Enough" foi vencedora do Grammy 2001 de " Melhor Performance Feminina de R&B"                                                               |       |
| 25 de Abril     | Nadando com os Tubarões                           | Charlie Brown Jr.           | 3º álbum de estúdio         | Foi o último álbum com a formação original da banda, já que Thiago Castanho, alegando problemas de agenda, saiu da banda após a turnê deste álbum. |       |
| 25 de Abril     | Arrasando                                         | Thalía                      | 6º álbum de estúdio         | |       |
| 25 de Abril     | Fear of Flying                                    | Mýa                         | 2º álbum de estúdio         | O álbum estreou na posição 15 do Billboard 200 em Maio de 2000 com 72.000 cópias na 1ª semana. |       |
| 8 de Maio       | The Sophtware Slump                               | Grandaddy                   | 2° álbum de estúdio         | É visto por alguns como um álbum conceitual sobre problemas relacionados à tecnologia moderna na sociedade. O álbum foi lançado com elogios da crítica. |       |
| 9 de maio       | I Wanna Be with You                               | Mandy Moore                 | 2º álbum de estúdio         | |       |
| 11 de Maio      | Memórias, Crônicas e Declarações de Amor          | Marisa Monte                | 4° álbum de estúdio         | O álbum debutou na primeira posição dos discos mais vendidos no Brasil. Se tornou o quinto álbum consecutivo de Marisa Monte a alcançar essa posição na parada musical. |       |
| 14 de Maio      | SNZ (álbum)                                       | SNZ                         | 1° álbum de estúdio         | SNZ explora com uma sonoridade influenciada pelo pop norte-americano do fim dos anos 1990. Com a versão Remix da canção 'Retrato Imaginário', o trio ficou conhecido no Brasil inteiro, alcançando o #1 nas paradas de sucesso, se tornando um enorme fenômeno. |       |
| 15 de Maio      | Quero Colo                                        | Leonardo                    | 2° álbum de estúdio         | O álbum alcançou o primeiro lugar na lista de álbuns mais vendidos em São Paulo. Recebeu a certificação de disco de Diamante da ABPD. |       |
| 16 de maio      | Oops!...I Did It Again                            | Britney Spears              | 2° álbum de estúdio         | Seu segundo e último álbum a receber um certificado de diamante nos Estados Unidos. Também é o segundo disco mais bem-sucedido de sua carreira, com cerca de 25 milhões de cópias vendidas ao redor do planeta. |       |
| 16 de maio      | Binaural                                          | Pearl Jam                   | 6° álbum de estúdio         | Marca a entrada de Matt Cameron, que havia sido baterista do Soundgarden. O nome deste álbum se refere a uma técnica de som, binaural, utilizada na gravação das faixas. |       |
| 16 de maio      | Why                                               | Baby V.O.X.                 | 4º álbum de estúdio         | Quarto álbum do girlgroup sul-coreano Baby V.O.X |       |
| 16 de maio      | The Madding Crowd                                 | Nine Days                   | 1º álbum de estúdio         | |       |
| 19 de maio      | Wishmaster                                        | Nightwish                   | 3º álbum de estúdio         | |       |
| 22 de Maio      | KLB                                               | KLB                         | 1º álbum de estúdio         | Primeiro disco do trio que vendeu mais de 1 milhão de cópias levando o certificado de Diamante. Destaque para as canções A Dor Desse Amor (Omar Alfanno) versão em português de A Puro Dolor do grupo Son by Four, Ela Não Está Aqui e Por Que Tem Que Ser Assim? |       |
| 23 de maio      | The Marshall Mathers LP                           | Eminem                      | 3º álbum de estúdio         | Este álbum está na lista dos 200 álbuns definitivos no Rock and Roll Hall of Fame. |       |
| 23 de maio      | Mad Season                                        | Matchbox Twenty             | 2º álbum de estúdio         | |       |
| 23 de maio      | Alma caribeña                                     | Gloria Estefan              | 9º álbum de estúdio         | |       |
| 27 de maio      | Only One                                          | Shinhwa                     | 3º álbum de estúdio         | Terceiro álbum do boygroup sul-coreano Shinhwa |       |
| 29 de maio      | Brave New World                                   | Iron Maiden                 | 12º álbum de estúdio        | O primeiro álbum com o vocalista Bruce Dickinson e o guitarrista Adrian Smith, após deixarem a banda por alguns anos. Também o primeiro com a formação que permanece até hoje. |       |
| 1 de Junho      | Maquinarama                                       | Skank                       | 5º álbum de estúdio         | |       |
| 6 de Junho      | Rated R                                           | Queens of the Stone Age     | 2º álbum de estúdio         | |       |
| 6 de Junho      | Brutal Planet                                     | Alice Cooper                | 14º álbum de estúdio        | Musicalmente, este álbum encontra uma abordagem muito mais escura e mais pesada do que nos álbuns anteriores, com muitas canções que se aproxima, um som do Metal Industrial. |       |
| 13 de Junho     | Crush                                             | Bon Jovi                    | 7° álbum de estúdio         | |       |
| 13 de Junho     | The Unseen                                        | Quasimoto                   | 1º álbum de estúdio         | The Unseen ficou em 17º lugar na lista dos "20 Melhores Álbuns de 2000" da Spin. O Rhapsody o classificou em 7º lugar em sua lista de "Melhores Álbuns da Década de Hip-Hop". Em 2015, ficou em 29º lugar na lista dos "100 melhores registros de hip-hop indie de todos os tempos" da Fact. Naquele ano, também foi listado pelo HipHopDX como um dos "30 melhores álbuns de hip hop underground desde 2000" |       |
| 20 de Junho     | White Pony                                        | Deftones                    | 3º álbum de estúdio         | |       |
| 20 de Junho     | Anarchy                                           | Busta Rhymes                | 4º álbum de estúdio         | O álbum estreou em #4 na Billboard 200 com 167,000 vendidas na primeira semana e mais tarde virou platina. |       |
| 20 de Junho     | Invincible Summer                                 | k. d. lang                  | 9º álbum de estúdio         | |       |
| 26 de Junho     | The Hour of Bewilderbeast                         | Badly Drawn Boy             | 1º álbum de estúdio         | Badly escreveu, produziu e tocou vários instrumentos nas dezoito faixas do álbum. O álbum foi lançado com grande aclamação da crítica e ganhou o Mercury Prize de 2000 |       |
| 27 de Junho     | The Notorious K.I.M.                              | Lil' Kim                    | 2º álbum de estúdio         | Ele estreou em #4 na Billboard 200, vendendo 230.000 cópias na primeira semana. O álbum foi certificado Platina pela Recording Industry Association of America e já vendeu mais de 4 milhões de cópias no mundo inteiro. |       |
| 27 de Junho     | Country Grammar                                   | Nelly                       | 1º álbum de estúdio         | |       |
| 27 de Junho     | Insineratehymn                                    | Deicide                     | 5º álbum de estúdio         | |       |
| 30 de Junho     | Bom Astral                                        | Só Pra Contrariar           | 6º álbum de estúdio         | |       |
| 3 de Julho      | Clayman                                           | In Flames                   | 5º álbum de estúdio         | |       |
| 7 de Julho      | Oxigênio                                          | Jota Quest                  | 3º álbum de estúdio         | |       |
| 10 de Julho     | Parachutes                                        | Coldplay                    | 1º álbum de estúdio         | |       |
| 11 de Julho     | A Bossa de Caetano                                | Caetano Veloso              | 23º álbum de estúdio        | |       |
| 13 de Julho     | The Moon & Antarctica                             | Modest Mouse                | 3º álbum de estúdio         | |       |
| 17 de Julho     | Minor Earth Major Sky                             | a-ha                        | 6º álbum de estúdio         | |       |
| 18 de Julho     | 3001                                              | Rita Lee                    | 29° álbum de estúdio        | O disco possui um som mais puro em termos de rock, mas vem com uma adição de instrumentos eletrônicos. Erva Venenosa foi o hit do álbum que emplacou nas paradas do Brasil e já foi incluída nas trilhas sonoras de cinco telenovelas brasileiras. |       |
| 18 de Julho     | Who Is Jill Scott? Words and Sounds Vol. 1        | Jill Scott                  | 1º álbum de estúdio         | Álbum de estreia da cantora, compositora, modelo e atriz Jill Scott. |       |
| 25 de Julho     | Horrorscope                                       | Eve 6                       | 2º álbum de estúdio         | |       |
| 31 de Julho     | Karametade (álbum de 2000)                        | Karametade                  | 4º álbum de estúdio         | |       |
| 8 de Agosto     | Hot Shot                                          | Shaggy                      | 5º álbum de estúdio         | |       |
| 21 de Agosto    | Liverpool Sound Collage                           | Paul McCartney              | Álbum de estúdio            | |       |
| 25 de Agosto    | ID; Peace B                                       | BoA                         | 1° álbum de estúdio         | Álbum de estreia da cantora sul-coreana BoA. O álbum ficou em 10° lugar nas paradas coreanas e foi lançado no Japão dois meses após seu debut japonês, em 29 de maio de 2002. |       |
| 26 de Agosto    | Baby Blue                                         | Anahí                       | 4º álbum de estúdio         | |       |
| 28 de Agosto    | Sing When You're Winning                          | Robbie Williams             | 3º álbum de estúdio         | |       |
| 29 de agosto    | Moment of Glory                                   | Scorpions                   | álbum Ao Vivo               | |       |
| 30 de Agosto    | Real                                              | L'Arc~en~Ciel               | 8º álbum de estúdio         | Último álbum de estúdio antes do hiato da banda. Atingiu a primeira posição do Oricon e vendeu mais de um milhão de cópias, sendo certificado pela RIAJ |       |
| 8 de Setembro   | Ultramania (울트라맨이야)                         | Seo Taiji                   | 2º álbum de estúdio         | Segundo álbum solo do cantor sul-coreano Seo Taiji |       |
| 9 de Setembro   | Hatsu                                             | Whiteberry                  | 1º álbum de estúdio         | Primeiro álbum da banda j-pop Whiteberry. |       |
| 12 de Setembro  | In Blue                                           | The Corrs                   | 3º álbum de estúdio         | |       |
| 12 de Setembro  | Mi Reflejo                                        | Christina Aguilera          | 2º álbum de estúdio         | É o segundo álbum de estúdio e o primeiro em espanhol de Christina Aguilera. |       |
| 12 de setembro  | Relationship of Command                           | At the Drive-In             | 3º álbum                    | |       |
| 15 de Setembro  | Tra te e il mare                                  | Laura Pausini               | 5º álbum de estúdio         | |       |
| 18 de Setembro  | Music                                             | Madonna                     | 8º álbum de estúdio         | Este foi o primeiro álbum de Madonna a atingir o topo da Billboard 200 após 11 anos (desde Like a Prayer). O mesmo foi certificado 3x Platina pela Recording Industry Association of America e mundialmente já vendeu mais de 15 milhões de cópias. |       |
| 19 de Setembro  | A.M.I.L. (All Money Is Legal)                     | Amil                        | 1° álbum de estúdio         | O primeiro single do álbum foi "4 Da Fam", nesse música a cantora fala sobre suas lutas pessoais em rimas sinceras. o segundo single foi "I Got That" com a participação de Beyoncé, essa música fala sobre as mulheres independentes que não precisam de homens para ajudá-las na sua vida. |       |
| 19 de Setembro  | G.O.A.T.                                          | LL Cool J                   | 8º álbum de estúdio         | |       |
| 20 de Setembro  | MACABRE                                           | Dir en grey                 | 2º álbum de estúdio         | |       |
| 25 de Setembro  | Light Years                                       | Kylie Minogue               | 7° álbum de estúdio         | O disco possui uma sonoridade descrita como "futurística", tendo como gêneros musicais principais o dance-pop, disco e europop, enquanto a sua instrumentação é constituída por guitarras, tambores, cordas e flauta. Liricamente, as faixas refletem-se ao amor, à dança e, no caso de faixas como "Spinning Around", à reinvenção.                                                                          |       |
| 26 de Setembro  | Bridging the Gap                                  | Black Eyed Peas             | 2º álbum de estúdio         | |       |
| 26 de Setembro  | El alma al aire                                   | Alejandro Sanz              | 5º álbum de estúdio         | O álbum venceu a categoria "Álbum do Ano" no Grammy Latino 2001. A canção El alma al aire ganhou como "Canção do Ano" no Grammy Latino 2001 |       |
| 26 de Setembro  | Don't Bore Us, Get to the Chorus!                 | Roxette                     |                             | A versão norte-americana não contém as mesmas faixas do lançamento original de 1995, e a canção "Wish I Could Fly", originalmente do álbum Have a Nice Day foi lançada como único single do álbum nos Estados Unidos. |       |
| 27 de Setembro  | Duty                                              | Ayumi Hamasaki              | 3° álbum de estúdio         | |       |
| 29 de Setembro  | Outside Castle                                    | H.O.T.                      | 5º álbum de estúdio         | Quinto e último álbum do boygroup sul-coreano H.O.T. |       |
| 2 de outubro    | L'Amour Toujours (I'll Fly with You)              | Gigi D'Agostino             | Single de estúdio           | Foi um dos maiores hits do músico até então, alcançando a posição nº 78 na Billboard Hot 100 e o número um em vários países na Europa |       |
| 2 de outubro    | Kid A                                             | Radiohead                   | 4º álbum de estúdio         | |       |
| 3 de outubro    | Warning                                           | Green Day                   | 6º álbum                    | |       |
| 3 de outubro    | The Last of a Dying Breed                         | Scarface                    | 6º álbum de estúdio         | |       |
| 6 de outubro    | Now                                               | Fin.K.L                     | 3º álbum de estúdio         | Terceiro álbum do girlgroup sul-coreano Fin.K.L |       |
| 9 de outubro    | Lift Your Skinny Fists Like Antennas to Heaven    | Godspeed You! Black Emperor | 2º álbum de estúdio         | |       |
| 10 de Outubro   | V: The New Mythology Suite                        | Symphony X                  | 5º álbum de estúdio         | é um álbum conceitual da banda estadunidense Symphony X. O álbum lida com a história de Atlântida, a mitologia egípcia e a astrologia. |       |
| 10 de outubro   | Rule 3:36                                         | Ja Rule                     | 2º álbum de estúdio         | |       |
| 15 de Outubro   | Enquanto o Mundo Gira                             | Cidade Negra                | 6º álbum de estúdio         | |       |
| 16 de Outubro   | Renaissance                                       | Lionel Richie               | 6º álbum de estúdio         | |       |
| 17 de Outubro   | Back for the First Time                           | Ludacris                    | 2º álbum de estúdio         | |       |
| 17 de outubro   | Chocolate Starfish and the Hot Dog Flavored Water | Limp Bizkit                 | 3º álbum                    | |       |
| 17 de outubro   | American III: Solitary Man                        | Johnny Cash                 | 52º álbum de estúdio        | American III: Solitary Man é o terceiro álbum de Johnny Cash em sua série American. |       |
| 24 de Outubro   | Hybrid Theory                                     | Linkin Park                 | 1º álbum de estúdio         | |       |
| 24 de Outubro   | My Kind of Christmas                              | Christina Aguilera          | 3º álbum de estúdio         | Primeiro álbum natalino de Christina Aguilera. |       |
| 24 de outubro   | Whoa, Nelly!                                      | Nelly Furtado               | 1º álbum de estúdio         | Álbum de estreia de Nelly Furtado |       |
| 30 de outubro   | All That You Can't Leave Behind                   | U2                          | 10º álbum de estúdio        | |       |
| 31 de outubro   | The Dynasty: Roc La Familia                       | Jay-Z                       | 5º álbum de estúdio         | Seu primeiro single, "I Just Wanna Love U", produzido por The Neptunes, foi um dos singles de Jay-Z mais bem sucedidos, atingindo um pico de número 11 na Billboard Hot 100. |       |
| 31 de outubro   | Stankonia                                         | OutKast                     | 4º álbum de estúdio         | O álbum estreou no número 2 na Billboard 200 nos EUA, vendendo mais de 530,000 cópias na primeira semana. Stankonia recebeu aclamação geral da maioria dos críticos de música. |       |
| 31 de outubro   | Gotta Tell You                                    | Samantha Mumba              | 1° álbum de estúdio         | |       |
| 1 de novembro   | Forever                                           | Spice Girls                 | 3° álbum de estúdio         | Único álbum do grupo sem Geri Halliwell |       |
| 1 de Novembro   | Acústico MTV - Lulu Santos                        | Lulu Santos                 | 1° álbum Acústico           | |       |
| 4 de novembro   | Origin                                            | Evanescence                 | 1º Demo álbum               | |       |
| 6 de novembro   | Planet Pop                                        | A Touch of Class            | 1º álbum de estúdio         | O single 'Around the World (La La La La La)' chegou ao número um na Áustria e na Suíça e o Top 20 na Austrália, Bélgica, Canadá, Países Baixos, Finlândia, França, Itália, Suécia, Reino Unido, Dinamarca, Polônia, Romênia e Escócia, além de ter atingido número 28 na Billboard Hot 100 nos Estados Unidos                                                                                                 |       |
| 07 de Novembro  | Líricas                                           | Zeca Baleiro                | 3° álbum de estúdio         | O álbum é caracterizado pela textura acústica: foram usados violoncelos, violinos, clarinete, acordeom e outros instrumentos do gênero. |       |
| 8 de novembro   | not.com.mercial                                   | Cher                        | 24º álbum de estúdio        | O álbum foi lançado exclusivamente através dos sites Cher.com e Artist Direct e foi o álbum que sucedeu o maior sucesso comercial de Cher: Believe. A quase totalidade de faixas de not.com.mercial (lê-se, em inglês, not dot com dot mercial) foi escrita por Cher no ano de 1994 quando esta esteve na França.                                                                                             |       |
| 11 de novembro  | Holy Wood (In the Shadow of the Valley of Death)  | Marilyn Manson              | 4º álbum de estúdio         | |       |
| 13 de Novembro  | One More Time (Single)                            | Daft Punk                   | Single de estúdio           | pré-single do álbum "Discovery" de 2001 |       |
| 14 de novembro  | Sound Loaded                                      | Ricky Martin                | 6º álbum de estúdio         | |       |
| 15 de novembro  | Entidade Urbana                                   | Fernanda Abreu              | 5° álbum de estúdio         | É um álbum conceitual cujas letras giram em torno de cidades, metrópoles e urbanidade. Abreu comentou sobre o tema do álbum: "É para mim o começo de uma trilogia, que é cidade, casa e quarto. |       |
| 19 de novembro  | Quatro Estações O Show                            | Sandy & Junior              | 10º álbum                   | Este é o segundo álbum ao vivo da dupla, vendeu mais de 2,7 milhões de cópias, sendo este o álbum mais vendido da carreira deles. | [ 2 ] |
| 21 de novembro  | Black & Blue                                      | Backstreet Boys             | 4º álbum de estúdio         | |       |
| 27 de Novembro  | Wanessa Camargo                                   | Wanessa Camargo             | 1º álbum de estúdio         | Primeiro álbum de estúdio de Wanessa. O álbum vendeu mais de 150 mil cópias no Brasil e ganhou disco de ouro. |       |
| 5 de Dezembro   | Noites do Norte                                   | Caetano Veloso              | 24º álbum de estúdio        | A maioria das canções se dirigem a cultura da regiões norte e nordeste do Brasil. Caetano adapta a canção "Noite do Norte" pelo um poema de Joaquim Nabuco. Vendeu 100.000 cópias e um disco de Ouro |       |
| 12 de dezembro  | Beat Beleza                                       | Ivete Sangalo               | 2º álbum de estúdio         | |       |
| 12 de dezembro  | Água Da Minha Sede                                | Zeca Pagodinho              | 13° álbum de estúdio        | Vendeu 250.000 de cópias e um disco de platina. |       |
| 18 de dezembro  | Amor sem Limite                                   | Roberto Carlos              | 38° álbum de estúdio        | O disco marca a retomada da carreira do cantor depois de um período de luto em razão da morte de sua mulher Maria Rita, tendo destaque a faixa-título, que é uma homenagem do cantor à sua falecida esposa. Vendeu mais de 1.000.000 cópias, e um certificado de Diamante. |       |
| 19 de Dezembro  | Tha Last Meal                                     | Snoop Dogg                  | 5º álbum de estúdio         | |       |
| 19 de Dezembro  | Lights Out                                        | Lil Wayne                   | 2º álbum de estúdio         | |       |
| 21 de Dezembro  | Jaded (Single)                                    | Aerosmith                   | 50° Single de estúdio       | Atingiu a #7 posição na Billboard Hot 100 em 2000. É o primeiro single do álbum Just Push Play. |       |
|                 | Desafio                                           | Belo                        | 1º disco solo               | 1º disco solo depois de ter deixado o Soweto (grupo musical). |       |
|                 | Vem pra Ficar                                     | Raça Negra                  | 9º álbum de estúdio         | |       |
|                 | Revelação                                         | Grupo Revelação             | 1º álbum de estúdio         | álbum de estreia do Grupo Revelação |       |
|                 | Momentos Que Marcam Demais                        | Sandra de Sá                | 14º álbum de estúdio        | |       |
|                 | Paixão Demais                                     | Bruno & Marrone             | 6° álbum de estúdio         | O álbum tem certificado de ouro pela ABPD. |       |
|                 | A Alguns Quilômetros de Lugar Nenhum              | CPM 22                      | 1º álbum de estúdio         | Com o clipe da música "Anteontem" a banda foi indicada à categoria Melhor Democlipe no Video Music Brasil no ano 2000. |       |
|                 | Arquivo II: 1991-2000                             | Paralamas do Sucesso        | Álbum Coletânea             | O álbum contém músicas de todos os álbuns lançados entre 1991 e 1998. Contém a música inédita "Aonde Quer Que Eu Vá". A música foi um grande sucesso de 2000, sendo a música mais buscada dos Paralamas no site Vaga-lume e mais tarde incluída na novela Um Anjo Caiu do Céu de 2001. |       |
|                 | Meu Reino Encantado                               | Daniel                      | 3º álbum de estúdio         | |       |
|                 | Quando o Coração Se Apaixona                      | Daniel                      | 4º álbum de estúdio         | |       |
|                 | Zezé Di Camargo & Luciano                         | Zezé Di Camargo & Luciano   | 11º álbum de estúdio        | Recebeu uma certificação de disco de diamante pela ABPD. |       |
|                 | Memória Velha                                     | Secos & Molhados            | 7º álbum de estúdio         | |       |
|                 | Frank Aguiar Vol. 6                               | Frank Aguiar                | 5º álbum de estúdio         | |       |
|                 | Seguir em Frente                                  | Rick & Renner               | 7º álbum de estúdio         | |       |
|                 | Jammil e uma Noites (álbum)                       | Jammil e uma Noites         | 3º álbum de estúdio         | |       |
|                 | Na Virada do Milênio                              | Brother Simion              | 5º álbum de estúdio         | |       |
|                 | Definitivo                                        | Martinho da Vila            | Álbum de estúdio            | |       |
|                 | Tchan.com.br                                      | É O Tchan                   | 6° álbum de estúdio         | no Brasil foi certificado com Disco de Platina pela mais de 125 mil cópias vendidas, de acordo com a ABPD. |       |
|                 | Traficando Informação                             | MV Bill                     | 1º álbum de estúdio         | O álbum conquistou um prêmio em 2000, na categoria Álbum do Ano, do Prêmio Hutúz. |       |
|                 | Smells Like a Tenda Spírita                       | Gangrena Gasosa             | 2º álbum de estúdio         | |       |
|                 | Tudo Bem                                          | Pepê & Neném                | 2º álbum de estúdio         | |       |
|                 | Assim que Se Faz                                  | Luciana Mello               | 2º álbum de estúdio         | O álbum chegou a 100 mil cópias vendidas, no qual contou com os sucessos "Assim que Se Faz", de Daniel Carlomagno. |       |
|                 | Deixa Entrar                                      | Falamansa                   | 1º álbum de estúdio         | Foi o quarto álbum mais vendido em 2001. O álbum é certificado Diamante no Brasil, por vendas acima de 900 mil cópias. |       |
|                 | Destino                                           | Claudinho & Buchecha        | 4º álbum de estúdio         | |       |
|                 | Fica Comigo Esta Noite                            | Simone                      | 24º álbum de estúdio        | O álbum surgiu a partir do show de mesmo nome, dirigido por Ney Matogrosso, que Simone estava apresentando naquele ano. A faixa "Sentimental Demais" fez parte da trilha sonora da telenovela Laços de Família, enquanto que a faixa "Desenho de Giz" foi incluída na trilha de Um Anjo Caiu do Céu. |       |
|                 | Magníficos 2000                                   | Magníficos                  | 7º álbum de estúdio         | |       |
|                 | O Rodo                                            | Harmonia do Samba           | álbum de estúdio            | |       |
|                 | O Tempo                                           | Oficina G3                  | 6º disco                    | |       |
|                 | O poder do teu Amor                               | Aline Barros                | 5º álbum e seu 3 de estúdio | |       |
|                 | Uma Nova Unção                                    | Léa Mendonça                | 3° cd                       | |       |
|                 | Mais Uma Vez                                      | Exaltasamba                 | 6º CD                       | |       |
|                 | Venha Matar Saudades                              | Katinguelê                  | 7º CD                       | o último com Salgadinho nos vocais. |       |

## Nascimentos
| Data            | Nome                | Profissão                                           | Nacionalidade         | Observações | Ref |
| --------------- | ------------------- | --------------------------------------------------- | --------------------- | ----------- | --- |
| 1 de Janeiro    | Ice Spice           | rapper                                              | Estados Unidos        |             |     |
| 5 de Janeiro    | Roxen               | cantora                                             | Roménia               |             |     |
| 5 de Janeiro    | Big Baby Tape       | Rapper, DJ e Produtor músical                       | Rússia                |             |     |
| 6 de Janeiro    | Shuhua              | cantora, membro do (G)I-DLE                         | Taiwan                |             |     |
| 7 de Janeiro    | MC Danny            | cantora                                             | Brasil                |             |     |
| 8 de Janeiro    | Noah Lindsey Cyrus  | cantora                                             | Estados Unidos        |             |     |
| 9 de Janeiro    | Thanaboon Kiatniran | ator, cantor e modelo e membro do JASP.ER           | Tailândia             |             |     |
| 10 de Janeiro   | Reneé Rapp          | cantora e atriz                                     | Estados Unidos        |             |     |
| 29 de Janeiro   | Borges              | rapper                                              | Brasil                |             |     |
| 30 de Janeiro   | Benee               | cantora                                             | Nova Zelândia         |             |     |
| 30 de Janeiro   | Daniela Villarreal  | cantora e guitarrista                               | México                |             |     |
| 9 de Fevereiro  | Mads Christian      | cantor                                              | Dinamarca             |             |     |
| 12 de Fevereiro | Maria Becerra       | cantora                                             | Argentina             |             |     |
| 14 de Fevereiro | Andrea Koevska      | cantora                                             | Macedônia do Norte    |             |     |
| 16 de Fevereiro | Koffee              | cantora, compositora, rapper e guitarrista          | Jamaica               |             |     |
| 26 de Fevereiro | Yeat                | rapper                                              | Estados Unidos        |             |     |
| 5 de Março      | Gabby Barrett       | cantora                                             | Estados Unidos        |             |     |
| 10 de Março     | Roko                | cantor                                              | Croácia               |             |     |
| 20 de Março     | Hwang Hyunjin       | cantor e dançarino, membro do Stray Kids            | Coreia do Sul         |             |     |
| 23 de Março     | Renjun              | cantor, membro do NCT                               | China                 |             |     |
| 27 de Março     | Halle Bailey        | cantora e atriz, membro da duo Chloe x Halle        | Estados Unidos        |             |     |
| 9 de Abril      | Jackie Evancho      | cantora                                             | Estados Unidos        |             |     |
| 10 de Abril     | Surf Mesa           | músico e produtor músical                           | Estados Unidos        |             |     |
| 11 de Abril     | Karina              | cantora e dançarina, membro do aespa                | Coreia do Sul         |             |     |
| 12 de Abril     | Manuel Turizo       | cantor                                              | Colômbia              |             |     |
| 12 de Abril     | Teya                | cantora                                             | Áustria               |             |     |
| 13 de Abril     | Khea                | cantor e compositor                                 | Argentina             |             |     |
| 20 de Abril     | Klara Hammarström   | cantora                                             | Suécia                |             |     |
| 23 de Abril     | Jeno                | cantor, membro do NCT                               | Coreia do Sul         |             |     |
| 27 de Abril     | Ebony               | rapper                                              | Brasil                |             |     |
| 28 de Abril     | Victoria De Angelis | baixista do Måneskin                                | Itália                |             |     |
| 7 de Maio       | Eden Alene          | cantora                                             | Israel                |             |     |
| 10 de Maio      | Mateus Honori       | músico e ator                                       | Brasil                |             |     |
| 16 de Maio      | Theo Evan           | cantor                                              | Chipre                |             |     |
| 20 de Maio      | Rosa Linn           | cantora e produtora                                 | Armênia               |             |     |
| 26 de Maio      | Yeji                | cantora e dançarina, membro do ITZY                 | Coreia do Sul         |             |     |
| 2 de Junho      | MC Jottapê          | cantor, compositor e ator                           | Brasil                |             |     |
| 3 de Junho      | Beabadoobee         | cantora e compositora                               | Reino Unido Filipinas |             |     |
| 6 de Junho      | Haechan             | cantor, membro do NCT                               | Coreia do Sul         |             |     |
| 8 de Junho      | Charlotte Lawrence  | cantora                                             | Estados Unidos        |             |     |
| 15 de Junho     | Jérémie Makiese     | cantor e futebolista                                | Bélgica               |             |     |
| 29 de Junho     | Borges              | rapper                                              | Brasil                |             |     |
| 1 de Julho      | Tali Golergant      | cantora, atriz e diretora de teatro                 | Luxemburgo            |             |     |
| 9 de Julho      | mxmtoon             | cantora                                             | Estados Unidos        |             |     |
| 14 de Julho     | Maia Reficco        | cantora e atriz                                     | Estados Unidos        |             |     |
| 18 de Julho     | Maria Bomani        | cantora e atriz                                     | Brasil                |             |     |
| 21 de Julho     | Lia                 | cantora, membro do ITZY                             | Coreia do Sul         |             |     |
| 28 de Julho     | Mero                | rapper e compositor                                 | Alemanha              |             |     |
| 28 de Julho     | Audrey Mika         | cantora e compositora                               | Estados Unidos        |             |     |
| 1 de Agosto     | Kim Chae-won        | cantora, membro do Le Sserafim                      | Coreia do Sul         |             |     |
| 9 de Agosto     | Arlo Parks          | cantora, compositora e poeta                        | Reino Unido           |             |     |
| 13 de Agosto    | Jaemin              | cantor, membro do NCT                               | Coreia do Sul         |             |     |
| 17 de Agosto    | Lil Pump            | rapper                                              | Estados Unidos        |             |     |
| 31 de Agosto    | Wagner Barreto      | cantor                                              | Brasil                |             |     |
| 14 de Setembro  | Han Jisung          | rapper, produtor e compositor, membro do Stray Kids | Coreia do Sul         |             |     |
| 15 de Setembro  | Felix               | rapper, membro do Stray Kids                        | Austrália             |             |     |
| 18 de Setembro  | Alex Warren         | cantor, compositor e youtuber                       | Estados Unidos        |             |     |
| 22 de Setembro  | Seungmin            | cantor, membro do Stray Kids                        | Coreia do Sul         |             |     |
| 25 de Setembro  | Ikura               | cantora e compositora, membro do Yoasobi            | Estados Unidos Japão  |             |     |
| 4 de Outubro    | Lunay               | cantor                                              | Porto Rico            |             |     |
| 6 de Outubro    | Zoë Më              | cantora                                             | Suíça                 |             |     |
| 6 de Outubro    | Addison Rae         | cantora                                             | Estados Unidos        |             |     |
| 8 de Outubro    | Ethan Torchio       | baterista do Måneskin                               | Itália                |             |     |
| 10 de Outubro   | Yangyang            | cantor, membro do WayV                              | Taiwan                |             |     |
| 21 de Outubro   | Imanbek             | produtor músical e DJ                               | Cazaquistão           |             |     |
| 25 de Outubro   | MC Ingryd           | cantora                                             | Brasil                |             |     |
| 30 de Outubro   | Giselle             | cantora, rapper e compositora, membro do aespa      | Japão                 |             |     |
| 30 de Outubro   | TuralTuranX         | duo de cantores                                     | Azerbaijão            |             |     |
| 31 de Outubro   | Willow Smith        | cantora, compositora, ativista, atriz e dançarina   | Estados Unidos        |             |     |
| 5 de Novembro   | Yuval Raphael       | cantora                                             | Israel                |             |     |
| 8 de Novembro   | Jasmine Thompson    | cantora                                             | Reino Unido           |             |     |
| 8 de Novembro   | S10                 | cantora, rapper e compositora                       | Países Baixos         |             |     |
| 13 de Novembro  | 24kGoldn            | rapper e compositor                                 | Estados Unidos        |             |     |
| 20 de Novembro  | Connie Talbot       | cantora                                             | Reino Unido           |             |     |
| 22 de Novembro  | Baby Ariel          | cantora e atriz                                     | Estados Unidos        |             |     |
| 3 de Dezembro   | Iru Khechanovi      | cantora                                             | Geórgia               |             |     |
| 5 de Dezembro   | Soobin              | cantor, membro do TXT                               | Coreia do Sul         |             |     |
| 17 de Dezembro  | Isacque Lopes       | ator e cantor                                       | Brasil                |             |     |
| 17 de Dezembro  | Miriana Conte       | cantora                                             | Malta                 |             |     |
| 18 de Dezembro  | Japinha Conde       | cantora                                             | Brasil                |             |     |
| 22 de Dezembro  | Joshua Bassett      | cantor, compositor e ator                           | Estados Unidos        |             |     |
| 24 de Dezembro  | Ethan Bortnick      | músico, pianista, compositor e ator                 | Estados Unidos        |             |     |
| 28 de Dezembro  | Larissa Manoela     | atriz e cantora                                     | Brasil                |             |     |

## Mortes

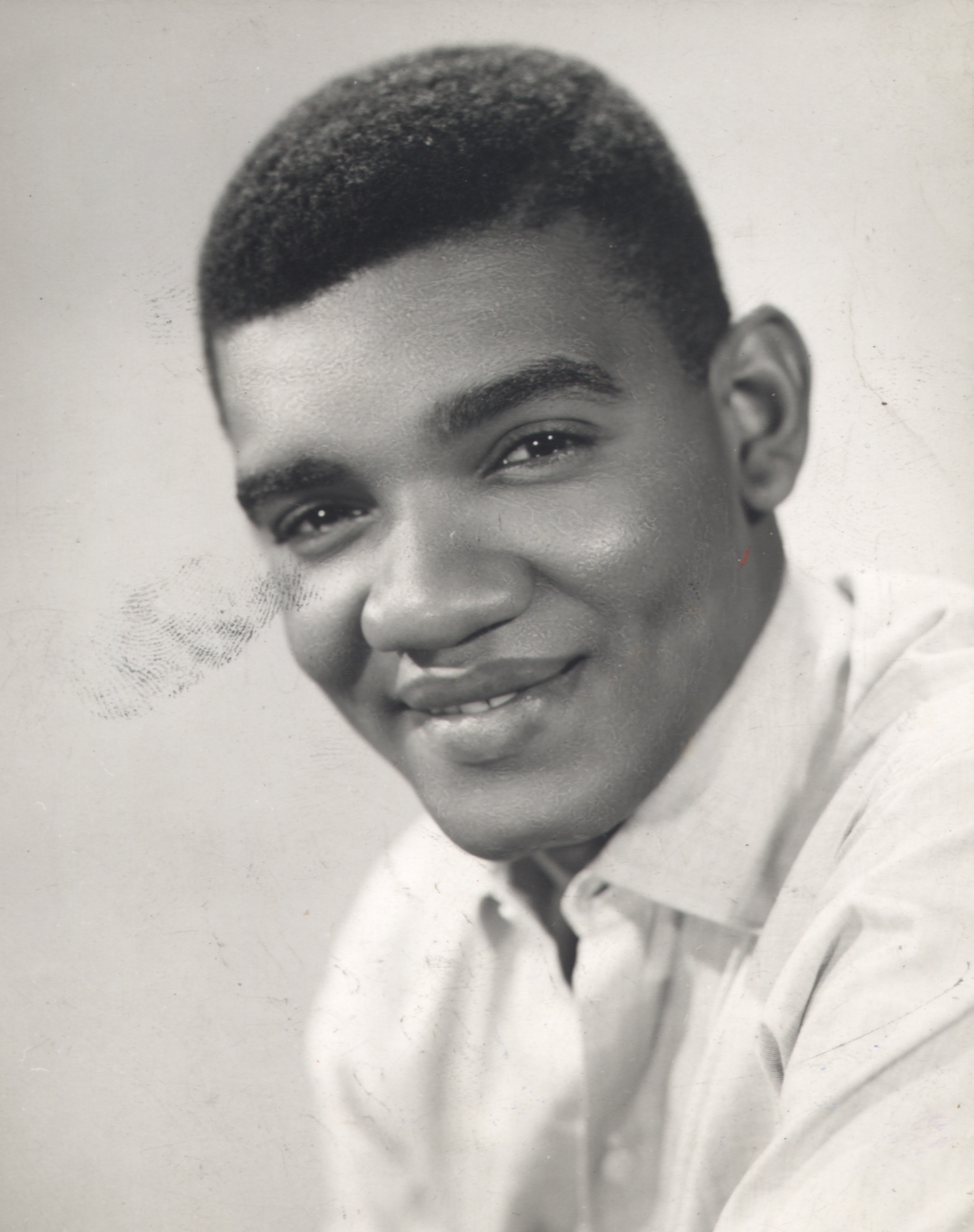
Wilson Simonal morreu vítima de cirrose hepática causada pelo alcoolismo.

| Data            | Nome                   | Profissão                     | Nacionalidade  | Observações | Ref |
| --------------- | ---------------------- | ----------------------------- | -------------- | ----------- | --- |
| 23 de Fevereiro | Ofra Haza              | cantora                       | Israel         | n. 1957     |     |
| 31 de Maio      | Tito Puente            | percussionista                | Estados Unidos | n. 1923     |     |
| 5 de junho      | João Nogueira          | cantor e compositor           | Brasil         | n. 1941     |     |
| 24 de Junho     | Rodrigo                | músico                        | Argentina      | n. 1973     |     |
| 25 de Junho     | Wilson Simonal         | músico                        | Brasil         | n. 1938     |     |
| 6 de Julho      | Władysław Szpilman     | pianista                      | Polónia        | n. 1897     |     |
| 26 de Setembro  | Baden Powell de Aquino | músico                        | Brasil         | n. 1937     |     |
| 28 de Outubro   | Carlos Guastavino      | compositor                    | Argentina      | n. 1912     |     |
| 30 de Outubro   | Steve Allen            | músico, comediante e escritor | Estados Unidos | n. 1921     |     |
| 23 de Dezembro  | Victor Borge           | comediante e pianista         | Dinamarca      | n. 1909     |     |